# Mactracker
Mactracker — программа-база данных по изделиям фирмы Apple. Программа была выпущена в 2001 году и регулярно обновляется несколько раз в год.
Источники истории и текста, использованные в Mactracker, принадлежат Лукасу Фольянти, Глену. Д. Сэнфорд и английская Википедия. WidgetWidget и Iconfactory предоставили множество значков оборудования. Доступны версии для macOS и iOS (на iPhone и iPad работает одно и то же универсальное приложение, которое адаптируется к устройству). Версии для Windows и iPod с колесиком управления сняты с производства.

## О программе
С помощью данной программы можно узнать информацию о всех изделиях Apple, которые были выпущены начиная с 1983 года.
С помощью навигационной левой боковой панели программы можно:
- Просмотреть временную шкалу (по годам) и узнать в каком году было выпущено то или иное изделие Apple.
- Посмотреть информацию о своём компьютере.
- Посмотреть информацию (отсортированную по типу корпуса) о всех настольных компьютерах Apple.
- Посмотреть информацию (отсортированную по типу корпуса) о всех переносных компьютерах Apple.
- Посмотреть информацию (отсортированную по типу корпуса) о всех серверах Apple.
- Посмотреть информацию (отсортированную виду изделия) о всех остальных изделиях Apple.
- Посмотреть информацию (отсортированную по типу) о программном обеспечении Apple.
- Посмотреть технические характеристики каждого изделия и узнать его цену.

## Восприятие
Различные версии программы многократно были разобраны авторами тематических изданий и получали обычно положительные оценки. Так журнал Macworld в редакционной статье, посвящённой версии 3.0b, подводил следующее резюме: 
Mactracker — это самый исчёрпывающий и простой в употреблении источник по проруктам Apple из всех, какие я видел.Macworld StaffОригинальный текст (англ.)Mactracker is the most comprehensive — and easy to use — resource on Apple products I’ve seen.

В другой рецензии в том же издании, от 2021 года её автор Гленн Фляйшман характеризовал программу как 
Старенькую, но всё ещё хорошенькую программу Йэна Пейджа, которая предоставляет подробности о каждом продукте Apple, который у вас есть.Glenn FleishmanОригинальный текст (англ.)An oldie and a still goodie, Ian Page’s free MacTracker app delivers the details for every Apple thing you own.

Автор другого издания, ZDNet Дейвид Гевирц описывал в 2020 году программу как 
невероятно крутую программульку, которая полезна только немногим избранным.David GewirtzОригинальный текст (англ.)incredibly cool piece of software that's useful to a select few.